# Prefazione a "Sésame et les lys"
Nel 1906, dopo la traduzione di La Bible d'Amiens (1904), Marcel Proust affronta una seconda traduzione da John Ruskin. Si tratta di una raccolta di conferenze del critico d'arte inglese, uscita nel 1865.

## Storia editoriale
In precedenza, Proust aveva scritto anche gli articoli Ruskin à Notre-Dame d'Amiens su "Mercure de France" (aprile 1900) e John Ruskin su "Gazette des Beaux-Arts" (1º agosto 1900); entrambi riutilizzati abbondantemente nella prefazione a La Bible d'Amiens. Dopo la morte del padre (1903) sembra come se Proust avesse ancora bisogno di una guida e per questo resta attaccato alla lettura di Ruskin, ma d'altra parte sta anche cercando di esplorare e scoprire il senso della bellezza tramite questa gradita influenza. È questo il primo volume da lui preparato per il quale viene pagato. La prefazione, dedicata alla principessa Alexandre de Caraman-Chimay (sorella di Anna de Noailles), era uscita in forma più lunga come Sur la lecture su "La Renaissance latine" del 15 giugno 1905.
Tra la consegna all'editore e l'uscita del volume stampato (12 maggio 1906) anche la madre di Proust muore (Jeanne Weil, 1849-1905).